# Mohamed Dellahi Yali
Mohamed Dellahi Yali (Nouakchott, 1 de novembro de 1997) é um futebolista mauritano que atua como volante. Atualmente defende o Al-Hedood e a Seleção Mauritana.

## Carreira em clubes
Revelado pelo Garde Nationale, Yali iniciou a carreira em 2014, no Tevragh-Zeïna, clube onde teve outras 2 passagens (2018–19 e 2020). Ele ainda defendeu Nouadhibou (também com 2 passagens) e ASC Tidjikja em seu país.
Jogou também em equipes da Argélia (DRB Tadjenanet e NA Hussein Dey) e Líbia (Al-Nasr Benghazi), além de uma curta passagem pelo FK Liepāja (Letônia), em sua única experiência no futebol europeu.

## Carreira internacional
Yali fez sua estreia pela Seleção Mauritana em junho de 2015, na vitória por 2 a 1 sobre Serra Leoa, marcando seu primeiro gol pelos Mourabitounes também sobre os Leone Stars (vitória por 2 a 0).
Integrou o elenco mauritano nas edições de 2019 (primeira na história da seleção) e 2021 (disputada em 2022) da Copa das Nações Africanas, onde não conseguiu evitar a eliminação na fase de grupos em ambas.
Na Copa Africana de 2023, marcou o gol da vitória sobre a Argélia por 1 a 0, que foi também a primeira na história da Mauritânia no torneio, e que deu ainda a inédita classificação para as oitavas-de-final como um dos melhores terceiros colocados.

## Estatísticas
- Atualizado até 23 de janeiro de 2024.[4]

| Seleção    | Ano   | Partidas | Gols |
| ---------- | ----- | -------- | ---- |
| Mauritânia |       |          |      |
| 2015       | 7     | 1        |      |
| 2016       | 7     | 0        |      |
| 2017       | 9     | 1        |      |
| 2018       | 7     | 0        |      |
| 2019       | 8     | 0        |      |
| 2020       | 3     | 0        |      |
| 2021       | 14    | 0        |      |
| 2022       | 10    | 0        |      |
| 2023       | 2     | 0        |      |
| 2024       | 3     | 1        |      |
| Total      | Total | 70       | 3    |

### Gols pela Seleção Mauritana
| #  | Data                  | Local                                               | Adversário | Placar inicial | Resultado | Competição                                                            |
| -- | --------------------- | --------------------------------------------------- | ---------- | -------------- | --------- | --------------------------------------------------------------------- |
| 1. | 27 de junho de 2015   | Estádio Olímpico, Nouakchott, Mauritânia            | Serra Leoa | 1–0            | 2–0       | Eliminatórias do Campeonato Africano de Nações de 2016 (Zona Oeste A) |
| 2. | 16 de julho de 2017   | Samuel Kanyon Doe Sports Complex, Monróvia, Libéria | Libéria    | 1–0            | 2–0       | Eliminatórias do Campeonato Africano de Nações de 2018 (Zona Oeste A) |
| 3. | 23 de janeiro de 2024 | Estádio da Paz, Bouaké, Costa do Marfim             | Argélia    | 1–0            | 1–0       | Campeonato Africano das Nações de 2023 (Grupo D)                      |

## Títulos
Tevragh-Zeïna
- Campeonato Mauritano: 2014–15, 2015–16
- Supercopa da Mauritânia: 2015, 2016

Nouadhibou
- Campeonato Mauritano: 2022–23